# Hex dump

Um hex dump do favicon de 318 bytes da Wikipedia

Em computação, um hex dump (descarga hexadecimal em português literal) é uma visão hexadecimal (na tela ou em papel) de dados de computador, da RAM, de um arquivo ou de um dispositivo de armazenamento. O exame de um hex dump de dados é normalmente feito como uma parte da depuração ou da engenharia reversa.
Em um hex dump, cada byte (8 bits) é representado como um número hexadecimal de dois dígitos. Hex dumps são normalmente organizados em linhas de 8 a 16 bytes, algumas vezes separados por espaços em branco. Alguns hex dumps possuem o endereço de memória hexadecimal no início e/ou um byte de checksum no final de cada linha.  
Apesar do nome implicar o uso de saída na base 16, alguns softwares de hex dump podem ter opções para saída na base 8 (octal) ou na base 10 (decimal). Alguns nomes comuns para esta função de programa são hexdump, od, xxd e simplesmente dump ou mesmo D.

## od e hexdump
Em sistemas Unix/POSIX/GNU: "Os utilitários od e hexdump geram saída em octal, hexadecimal ou bytes codificados de outra forma de um arquivo ou fluxo. Dependendo do tipo do seus sistema, um ou ambos destes dois utilitários estarão disponíveis - sistemas BSD tornaram obsoleto o od para utilizar o hexdump, sistemas GNU fizeram o inverso. Os dois utilitários, no entanto, têm exatamente a mesma finalidade, apenas com algumas mudanças ligeiramente diferentes."